# Oncideres phaetusa
Oncideres phaetusa là một loài bọ cánh cứng trong họ Cerambycidae.